# マリアローザ・ダラ・コスタ
マリアローザ・ダラ・コスタ（Mariarosa Dalla Costa、1943年 - ）は、イタリアの自治主義フェミニスト。特にセルマ・ジェームスとの共著 "The Power of Women and the Subversion of the Community"はマルクス主義フェミニズムにおける古典として知られる。 資本主義において、これより以前は労働として認識されていなかった家事を、生産労働に必要な再生産労働として定義し、金銭的補償から排除され、不可視化されている家事労働についての議論のきっかけとなった。 
社会主義に基づくフェミニズム団体Lotta Femministaのメンバーとして、ダラ・コスタは、イタリアにおける労働者主義としてWorkerismを発展させる  。 
1972年にパドヴァで結成されたInternational Feminist Collectiveの共同設立者であり、「家事への賃金を要求する国際運動」の先駆けとなった  。 

## 著作
- 家事労働に賃金を - フェミニズムの新たな展望;（訳：伊田久美子・伊藤公雄）インパクト出版会1986
- The Power of Women & the Subversion of the Community (共著 Selma James); Bristol: Falling Wall Press, 1972
- Women, Development, and Labor of Reproduction: Struggles and Movements (edited with Giovanna F. Dalla Costa); Africa World Press, 1999
- Gynocide: Hysterectomy, Capitalist Patriarchy and the Medical Abuse of Women (edited); Brooklyn: Autonomedia, 2007